# Bruno Rodzik
Bruno Rodzik (Giraumont, 1935. május 29. – Thionville, 1998. április 12.) francia válogatott labdarúgó. 
A francia válogatott tagjaként részt vett az 1960-as Európa-bajnokságon.

## Sikerei, díjai
Stade Reims
- Francia bajnok (3): 1957–58, 1959–60, 1961–62
- Francia kupa (1): 1957–58
- BEK-döntős: 1958–59